# Rdadna Oulad Malek
Rdadna Oulad Malek (franska: Rdadna Oulad Malek (CR), Rdadna Oulad Malek (Commune Rurale), arabiska: اولاد علي الطوالع) är en kommun i Marocko.   Den ligger i provinsen Benslimane och regionen Casablanca-Settat, i den norra delen av landet, 80 km sydväst om huvudstaden Rabat. Antalet invånare är 4 348.